# Milan Milovanović
Milan Milovanović (Niš; 7 de septiembre de 1991) es un baloncestista serbio que pertenece a la plantilla del Grupo Alega Cantabria de la Liga LEB Oro. Con 2,08 metros de estatura, juega en la posición de pívot.

## Trayectoria deportiva
Nacido en Chortkov, es pívot formado en el KK FMP con el que llegó a debutar en la temporada 2011-12 en la Košarkaška Liga Srbije, antes de incorporarse la temporada siguiente al Estrella Roja de Belgrado, donde jugaría la temporada 2012-13. 
El 27 de septiembre de 2013, firma por el KK Vojvodina de la Košarkaška Liga Srbije.
El 15 de diciembre de 2013, firma por el KK Mega Bemax para disputar la Košarkaška Liga Srbije.
El 23 de julio de 2014, firma por el BC Balkan Botevgrad de la Liga de Baloncesto de Bulgaria.
El 7 de marzo de 2016, firma por el KK Konstantin Niš para disputar la Košarkaška Liga Srbije.
El 26 de julio de 2016, firma por el CS Phoenix Galati de la Liga Națională.
El 16 de diciembre de 2016, firma por el BC Prievidza de la SBL eslovaca.
El 11 de marzo de 2017, firma por el KK Borac Čačak para disputar la Košarkaška Liga Srbije.
En 2017, se marcharía a Polonia, donde jugaría durante tres temporadas consecutivas. En la temporada 2017-18, juega en el Polpharma Starogard Gdański, en la temporada siguiente en el Trefl Sopot y en la temporada 2019-20 alternaría participaciones con el Anwil Wloclawek primero y en noviembre de 2019 firma por el Legia Varsovia.
En la temporada 2020-21, firma por el KK Krka Novo Mesto de la 1. A SKL eslovena.
En la temporada 2021-22, firma por el Denain ASC Voltaire de la LNB Pro B Francesa, donde promedió 9 puntos y 6 rebotes por encuentro, en una media de 22 minutos de juego disputados.
En la temporada 2022-23, firma por el CAB Madeira de la LPB, donde disputó 32 minutos con una media de 14 puntos y 9 rebotes.
En la temporada 2023-24, firma por el SCM Universitatea Craiova de la Liga Națională.
El 29 de enero de 2024, firma por el Grupo Alega Cantabria de la Liga LEB Oro.